# Play the Game
«Play the Game» (англ. «Давай зіграємо») — пісня британського рок-гурту «Queen», яку написав Фредді Мерк'юрі. Пісня стала першим треком альбому «The Game», випущеного 30 травня 1980 року. Вона також увійшла до збірки «Greatest Hits». Сингл став хітом у Великій Британії, досягнувши 14 позиції у чартах. У США пісня досягла 42 позиції.

## Композиція
Пісня починається із серії перехресних гучних шумів, створених на синтезаторі «Oberheim OB-X», що озвучило прийняття гуртом використання електронних інструментів після їхнього репертуару явно «без синтезаторного» звучання. Пісня виконувалася під час живих виступів з 1980 по 1982 рік. 
У пісні Мерк'юрі виконує «м'який» вокал, котрий закінчується на підвищені від сильної Ля першої октави до До другої октави грудного голосу (на відміну від інших До другої октави, які використовують при фальцеті). У композиції Мерк'юрі також виконує гру на піаніно.
Пізніші сингли «It's a Hard Life» та «You Don't Fool Me» звертаються до тематики, яка представлена у пісні «Play the Game»: Мерк'юрі пише від лиця тієї ж закоханої людини декількома роками по тому та розмірковує над спогадами про невдалі стосунки у пізнішій часовій лінії. Обидві пісні «Play the Game» та «It's a Hard Life» мають схожу структуру, яка ґрунтується на грі Мерк'юрі на піаніно та багатошарових гармоніях гурту.

## «Б»-сторона
«Б»-сторона синглу містила пісню «A Human Body», яка багато років була однією з небагатьох пісень «Queen», доступних лише на вінілі. Вона з'явилася у бонусному альбомі «Complete Vision» до бокс-сету 1985 року «The Complete Works». У підсумку вона була випущена на CD у 2009 році як частина збірки «The Singles Collection Volume 2», а також включена до бонус-диску ремастованої версії альбому «The Game» у 2011 році.

## Музичне відео
Відео до пісні зняв режисер Браян Грант 20 травня 1980 року у студії «Trillion Studios». У відео застосовується багато спецефектів, чого не було з відеоролика до пісні «Bohemian Rhapsody». Також це перше відео гурту, в якому Мерк'юрі знявся зі своїми знаменитими вусами.
Відео починається з показу зоряного неба. По ньому під звуки синтезатора літають мікрофони, один з яких ловить Мерк'юрі, і після цього він починає співати. У відео він не грає на роялі. На задньому фоні за ним горить вогонь, який був зроблений за допомогою спецефектів. Коли кожен музикант показується окремо, то вогонь змінює колір: за Мерк'юрі він помаранчевий, за Меєм — бірюзовий, за Тейлором — фіолетовий, а за Діконом — зелений. Під час третього куплета Мерк'юрі з'являється з вогню без футболки. В наступній частині настрій відео змінюється: Мерк'юрі стрибає на ударну установку спиною вперед і забирає гітару Мея і кидає її йому назад. Через цей момент, у зв'язку з ризиком пошкодити інструмент, у відео Мей грає на гітарі «Fender Stratocaster», а не на своїй «Red Special». Далі пісня грає так, як було до цього, і в кінці, коли звук вже затихає, Мерк'юрі проходить крізь ударну установку, яка розчиняється, і проходить крізь вогонь. На цьому відео закінчується.
Момент, коли Мерк'юрі стрибав на ударну установку, знаходиться на обкладинці синглу пісні «Another One Bites the Dust» і на обкладинці реміксу цієї пісні у виконанні гурту «The Miami Project». Також кадри з відео використовували у відеоролику до пісні «Radio Ga Ga».

## Музиканти
- Фредді Мерк'юрі — головний вокал, бек-вокал, піаніно, сінтезатор;
- Браян Мей — електрогітара, бек-вокал;
- Роджер Тейлор — ударні, бек-вокал;
- Джон Дікон — бас-гітара.

## Використання
Пісня була доступна для завантаження 7 грудня 2010 року для використання в музичній відеогрі «Rock Band 3» як в базовому ритмі, так і в режимі PRO, який дозволяє використовувати справжню гітару/бас-гітару і MIDI-сумісні електронні набори ударних інструментів/клавішні на додаток до вокалу.